# День ветерана (Україна)
День ветерана — свято в Україні, що відзначається щороку 1 жовтня.
День ветерана є символом вдячності і поваги до тих, хто відстояв незалежність та свободу України. Це свято нагадує про великі жертви, які внесли воїни для захисту батьківщини, і про неоціненний внесок у побудову майбутнього країни.
У цей день проводяться урочисті заходи, які включають покладання квітів до пам'ятників, відвідини ветеранів, проведення парадів, концертів, театралізованих вистав та інших подій. Широко залучаються школярі та студенти, щоб вони могли ближче познайомитися з історією своєї країни та почути безпосередні свідчення ветеранів.
День ветерана є важливим символом національного єднання та пам'яті про минулі подвиги, а також нагадує про потребу піклування і підтримки ветеранів та їх родин у сучасному суспільстві.

## Історія
Свято було запроваджено указом Президента України Леоніда Кучми від 24 вересня 2004 року №1135/2004. Цим указом також було проголошено 2005 рік Роком ветеранів в Україні та покликано привернути увагу до потреб соціального захисту ветеранів, особливо тих кому виповнилося більше 100 років. Свято відзначається в один день з Міжнародним днем осіб похилого віку і було запроваджено до початку Російсько-української війни 2014 року, що значно збільшило кількість ветеранів в Україні.

## Кількість ветеранів
До 24 лютого 2022 року в Україні було до 500 тис. ветеранів.
Станом на 25 липня 2024 року в Україні є 1 мільйон 300 тисяч ветеранів. Приблизно 80% з них — мобілізовані люди.